# باي تشارم
باي تشارم (بالإنجليزية: PyCharm)‏ هو بيئة تطوير متكاملة تستخدم في برمجة الحاسوب، خاصة البرمجة بلغة بايثون. وهو من إنتاج الشركة التشيكية جيت برينز JetBrains، يتيح البرنامج تحليل الكود وكاشف أخطاء رسومي وأداة اختبار وحدات مدمجة وتكامل مع نظم التحكم بالمراجعات ودعم تطوير الويب بمكتبة Django والعمل على تطبيقات علوم البيانات بمكتبة Anaconda.
يعد باي تشارم برنامجًا متعدد المنصات؛ إذ يمكن العمل به على لينكس وماك أو إس وويندوز. وإصدارة المجتمع منه مرخصة برخصة أباتشي، وهناك إصدارة مهنية بمزايا أكثر مرخصة برخصة احتكارية.

## استشهادات
1. 1 2  "Download PyCharm: Python IDE for Professional Developers by JetBrains". اطلع عليه بتاريخ 2018-11-22.
2. ↑  "Download PyCharm: Python IDE for Professional Developers by JetBrains". اطلع عليه بتاريخ 2018-11-22.
3. ↑  "PyCharm: the Python IDE for Professional Developers by JetBrains". مؤرشف من الأصل في 2018-11-22. اطلع عليه بتاريخ 2018-11-22.
4. ↑  "Download PyCharm".